# Aleksi Andrea
Aleksi Andrea conocido como Durrsaku (1425 - 1505) fue un arquitecto, pintor y escultor de Albania ; está considerado uno de los más prestigiosos artistas del Renacimiento en  Dalmacia.

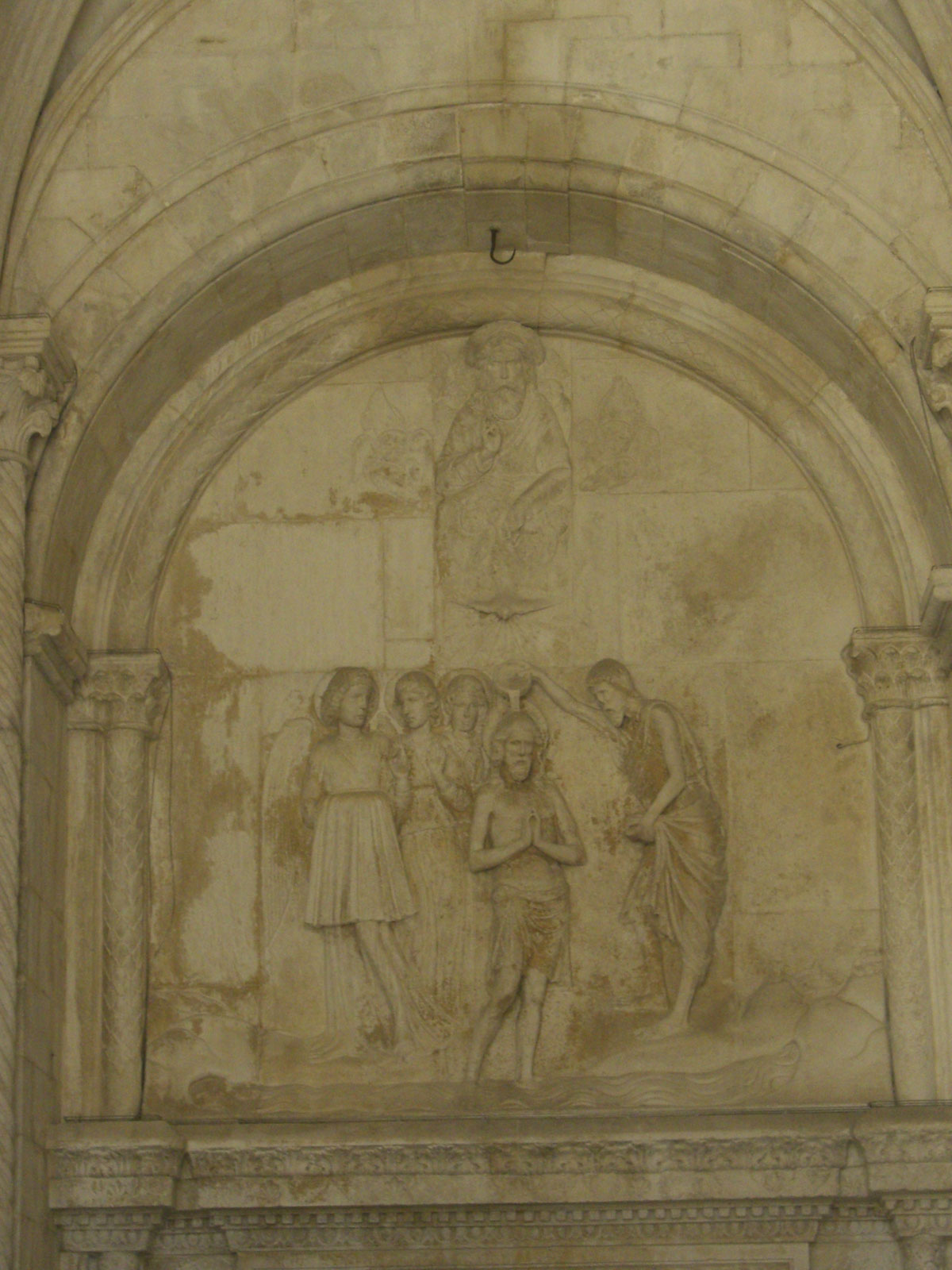
Entrada del baptisterio, catedral de San Lorenzo de Trogir.

## Datos biográficos
Siendo todavía muy joven se trasladó exiliado a la ciudad de Split, en Dalmacia, donde estudió en el taller del escultor Mark Troja. 
Las obras más conocidas de Andrea son sus estatuas de la logia de los comerciantes en Ancona, Italia, y sus pinturas murales  en una iglesia de una isla de la Dalmacia. 
Durante algunos años Aleksi colaboró con el maestro italiano Nicola Fiorentini. Restos de su fructífera colaboración han sido  encontrados en Zadar, en algunos portales de gran belleza, así como en Tremiti, donde realizó algunas estatuas.
Su obra maestra es el "baptisterio de Trogir" , de 1454.
En torno a 1480 estuvo trabajando en la Catedral de Milán durante algunos años.
Falleció en Durrës en 1505.

## Obras
- Estatuas renacentistas en la fachada de la Loggia dei Mercanti Ancona, Italia
- Pinturas murales  en una iglesia en una isla de la Dalmacia.[3]
- Portales renacentistas de la ciudad de Zadar (Dalmacia), junto a Nicola Fiorentini
- Estatuas en la isla de Tremiti
- Altar albanés de la catedral de Milán, obra en mármol, de 13 pies de altura, fechado en 1480 dispone de tres hornacinas con cúpula que cubren tres estatuas, la figura del centro sería Nuestra señora de los Ilirios. El altar está firmado como alexio de Albania.[4]
- Baptisterio de Trogir , (catedral de Trogir, Croacia) de 1454